# Nicodème Kabamba
Nicodème Kabamba Wa Kabengu, dit Serpent de Rail ou Géomètre né le 29 juillet 1936, est un ancien footballeur congolais (RDC) reconverti comme entraîneur.

## Biographie

### En club
Nicodème Kabamba a commencé sa carrière footballistique dès son bas âge dans sa ville natale où il joue dans la rue, dans les équipes de son quartier. Il joue au Royal Sport et Saint Paul de Lusaka et a vite hérité du pseudonyme de «Serpent des rails» par rapport à sa vitesse d’exécution balle aux pieds.
Au fil des années, il est vite repéré et recruté par l’US Panda, une des meilleures équipes de sa ville. Kabamba joue dix rencontres avec la sélection de Jadotville. Fasciné, l’entraîneur provincial le retient dans la sélection du Katanga. En ces années-là, Kabamba est devenu une vedette du football dans la province. L’heure de gloire arrive une année avant l’indépendance, contrairement à la rumeur qui parle de son départ pour Verviers, monsieur Lohars, qui est un belge travaillant aux Brasseries du Katanga et membre du Standard de Liège négocie son transfert avec le club belge. En 1959, Kabamba accompagné de son épouse, quitte le Congo belge pour la Belgique alors qu'il a 23 ans.
À son arrivée, il trouve deux compatriotes dans l’équipe, Paul Bonga Bonga et Faustin Nzeza. Freddy Mulongo les rejoint en 1962. Nico passe 4 ans à Liège mais joue peu, mais il laisse pourtant un record celui d’avoir marqué trois buts en cinq minutes. Kabamba est ensuite transféré à l’Union Namur où il reste jusqu’en 1966.
Lorsqu’il rentre au pays à l’appel du gouvernement pour renforcer l’équipe nationale baptisée Léopards, il rejoint les rangs du CS Imana. L’équipe bénéficie du retour des Belgicains en s'offrant les services de trois autres joueurs ayant évolué en Belgique notamment Pierre Kasongo, Freddy Mulongo et Ignace Muwawa. Dans ce club,il change de poste, Il est devenu milieu de terrain. Dès sa première saison dans le championnat kinois, Kabamba ébloui le public par ses dribbles, son jeu, sa précision, ses coups francs, son adresse dans l’action, ses penalties imparables et ses buts magistraux, ses prouesses méritent bien une récompense et les fanatiques vert-blanc lui donnent le surnom de Géomètre,.

### En sélection
Convoqué en équipe nationale, l’entraîneur hongrois Ferenc Csanádi lui passe le brassard de capitaine. Il a pour assistant Joseph Kibonge. Kabamba livre une série de rencontres dans le cadre de la préparation à la sixième édition de la Coupe d’Afrique des nations en Éthiopie. La plus prestigieuse est celle qui oppose les léopards à Santos du roi Pelé en juin 1967. Les Léopards sont battus par 2 buts à 1. Nico est l’auteur de l’unique réalisation congolaise.
Sa participation à la CAN 1968 en Éthiopie est effective. Le capitaine des Léopards réussit un doublé contre le Congo. Nico joue les trois matches du groupe B. Blessé, il est sur le banc de touche en demi-finale et lors de la finale gagnée contre le Ghana.

### En tant qu'entraîneur
Après la CAN, à 32 ans, il estime avoir fait son temps et décide de mettre un terme à sa carrière pour se reconvertir en entraîneur. Une bourse du gouvernement lui permet de passer deux ans de formation à Liège. Après celle-ci, il est nommé assistant du Yougoslave Blagoje Vidinić en équipe nationale. De 1973  à 1974, Il participe en Egypte à la CAN remportée par les Léopards puis à la Coupe du monde en Allemagne. Kabamba est jusqu’à ce jour, le seul footballeur africain à avoir remporté la Coupe d’Afrique des nations comme joueur et comme entraîneur. Après la glorieuse aventure des Léopards, Ne s’étant pas mis d’accord avec la Fédération Zaïroise de Football sur le montant de la prime après le limogeage de Vidinic, Kabamba jette sa casquette d’entraîneur et s’engage à nouveau, comme joueur avec le club Imana en 1976. Il va entraîné le TP Mazembe en 1977 pour les éliminatoires de la coupe d’Afrique des clubs champions, FC Lubumbashi Sport de la LIFKAT où le système de jeu «Vidéo» lui était identifié,en 1978, il est vice-champion du Zaïre avec ce club, FC Lupopo en 1985, Cofondateur de SCOM Mikishi, SM Sanga Balende de Mbuji-Mayi et Daring Club Motema Pembe,,. Il est aussi cofondateur de l’Association des Léopards Champions d’Afrique des Nations de Football 68-74 et Mondialistes.
Nicodème Kabamba a marqué le football congolais par ses performances, son exemplarité et son sens du fair-play. Joueur irréprochable, il n’a écopé aucun carton pendant sa carrière commencée à Jadotville. il reçoit en 2013 le trophée UFC d'honneur qui récompense un ancien joueur,,.

## Mort
Mort le 29 Février 2020 aux cliniques Ngalima à Gombe et est entéré le 10 Mai 2020 au cimetière de la Nécropole,,.

## Palmarès
Au Standard dont il est double champion de Belgique en 1961 et 1963